# Витебская провинция
Витебская провинция — административно-территориальная единица в Могилевской губернии и Псковской губернии Российской империи в 1772—1776 годах. Центр — город Витебск.

## История
Витебская провинция в составе Могилевской губернии 28 мая 1772 г. была создана указом императрицы Екатерины II из частей территорий Витебского воеводства Великого княжества Литовского в Речи Посполитой, которые вошли в состав России во время Первого раздела Речи Посполитой.
В августе 1772 г. было решение в России о передаче г. Витебска с этой провинцией под соседнюю Псковскую губернию. 23 ноября 1772 г. был опубликован указ Сената Российской империи, который подтвердил разделение на провинции Псковской и Могилевской губерний. В результате Псковская губерния с центром в г. Опочка состояла из 5 провинций:
- 2-х российских — Псковской и Великолукской,
- 3-х белорусских: Полоцкой, Витебской и Двинской[6].

22 июля 1773 г. объявлен указ о разделении Витебской провинции на уезды с центрами в г. Велиже, г. Городке и г. Витебске.
В ноябре 1775 г. вышло новое «Учреждение для управления губерний», согласно которому провинции были ликвидированы. Однако, фактически разделение на провинции ещё существовало при создании Полоцкой губернии в августе 1776 г.. В 1777 г. оглашён был указ о разделении Полоцкой губернии на уезды, но введение в Полоцке губернию «Учреждения для управления губерниями» 1775 состоялось только в мае 1778 после указа 10 января 1778 г..
В составе Полоцкой губернии тогда основали 11 уездов: Полоцкий, Дриссенский, Себежский, Невельский, Динабургский, Режицкий, Люцинский, Витебский, Велижский, Городокский и Суражский. После 3-го раздела Речи Посполитой 1793 г. через новые территории вошедшие в состав России был создан 12-й Лепельский уезд. В 1796 г. образована Белорусская губерния с центром в г. Витебск, а в 1802 г. образована Витебская губерния с центром в г. Витебск.

## География
Площадь 851 284 десятины. Включала 7 местечек, 166 сёл, 2910 деревень, государственным владением была Витебская экономия и 17 староств со времён Великого княжества Литовского, среди которых самыми крупными были Велижское, Усвятское и Езерищенское.

## Управление
Возглавлялась воеводой (Юзеф Антоний Сологуб), при котором действовала Витебская провинциальная канцелярия.
Провинция была военизированной, то есть по бывшему военному принципу делила территорию полка на «военизированные» комиссариаты (территории нескольких сотен, рот).
Провинция подчинялась губернской канцелярии и губернатору в г. Опочка. Провинция управлялась провинциальной канцелярией. Ей подчинялись комиссариаты. В центрах комиссариатов находились комиссарские правления. Им подчинялось населения определённой территории. Основной единицей комиссариата были государственные военные слободы. В них жили в основном войсковые обыватели.